# Dana S. Scott
Pour les articles homonymes, voir Scott.
Dana Stewart Scott, né le 11 octobre 1932 à Berkeley en Californie, est un mathématicien et informaticien américain.

## Carrière
Dana Scott est un spécialiste de la théorie des automates et de la sémantique des langages de programmation. Il a également travaillé en logique modale, topologie, et théorie des catégories. Professeur d'informatique et de mathématiques à l'université Carnegie-Mellon jusqu'à sa retraite en 2003, il est depuis professeur émérite à l'université Carnegie-Mellon en tant que Hillman University Professor of Computer Science, Philosophy and Mathematical Logic. Sa collaboration avec Christopher Strachey dans les années 1970 a jeté les bases des approches modernes de la sémantique des langages de programmation.

## Prix et distinctions
Dana Scott a reçu plusieurs prix prestigieux tout au long de sa carrière :
- 1972 : prix Leroy P. Steele
- 1976 : prix Turing
- 1990 : prix Harold-Pender
- 1991 : Gödel Lecturer avec une conférence intitulée Will Logicians be Replaced by Machines?
- 1997 : prix Schock
- 2001 : médaille Bolzano de l'Académie tchèque des sciences
- 2007 : prix EATCS pour son article en collaboration avec Michael Rabin sur la théorie des automates.
- 2009 : médaille d'or de l'Institut Sobolev.

## Carrière universitaire
Dana Scott a été successivement :
- 1958-1960 Enseignant (instructor), Université de Chicago
- 1960-1963 Professeur assistant (assistant professor), puis  professeur associé (associate professor) de mathématiques, université de Californie à Berkeley
- 1963-1967 Professeur associé de logique et mathématiques, université Stanford
- 1967-1969 Professeur de logique et mathématiques, université Stanford
- 1968-1969 Professeur invité de mathématiques, université d'Amsterdam
- 1969-1972 Professeur de philosophie et mathématiques, université de Princeton
- 1972-1981 Professeur de logique mathématique, université d'Oxford
- 1981-2003 Professeur d'informatique, de logique mathématique et de philosophie, université Carnegie-Mellon
- 1992-1993 Professeur invité de mathématiques, université de Linz
- depuis 1993 Professeur émérite